# کتابخانه عمومی تورنتو
کتابخانه عمومی تورنتو (فرانسوی: Bibliothèque publique de Toronto‎) یک سیستم کتابخانه عمومی در تورنتو، انتاریو است. این کتابخانه، بزرگ‌ترین کتابخانه عمومی در کانادا است و در سال ۲۰۰۸، متوسط سرانه چرخه گردش کتاب بالاتری از دیگر کتابخانه‌های عمومی در سطح جهانی داشت که باعث شد به عنوان بزرگ‌ترین سیستم کتابخانه عمومی منطقه محور در دنیا نائل شود. این کتابخانه در منطقهٔ آمریکای شمالی، بالاترین چرخه گردش کتاب و مراجعه کننده نسبت به دیگر نظام‌های شهری بزرگ داشت. کتابخانه عمومی تورنتو در سال ۱۸۳۰، تحت عنوان کتابخانه انستیتو مکانیک تأسیس شد، این کتابخانه اکنون شامل ۱۰۰ شعبه کتابخانه و بیش از ۱۲ میلیون فقره در مجموعه خود است.